# Геніївка (зупинний пункт)
Геніївка — пасажирський зупинний пункт Ізюмського напрямку. Розташований між платформами Зідьки та Будинок Відпочинку. Пункт розташований у селищі Черемушне Зміївського району. На пункті зупиняються лише приміські потяги. Пункт відноситься до Харківської дирекції Південної залізниці.
Відстань до станції Харків-Пасажирський — 35 км .
Важливо: не плутати зупинний пункт Геніївка і село Геніївка, вони знаходяться на різних берегах Сіверського Дінця і між ними пішки 22,4 км, а на авто — 26 км